# Urothemis bisignata
Urothemis bisignata – gatunek ważki z rodziny ważkowatych (Libellulidae). Występuje w wyspiarskiej części Azji Południowo-Wschodniej (stwierdzony na Jawie, Sumbie i Filipinach) oraz na Nowej Gwinei (podgatunek consignata). Stwierdzenie z Bangladeszu uznane za błędne.